# Irene (ville)
Pour les articles homonymes, voir Irene et Irène.
Irene est une banlieue de la ville de Centurion (ancienne Verwoerdburg) en Afrique du Sud. Irene est située dans la province de Gauteng à environ une douzaine de kilomètres au sud de Pretoria. Le village a été baptisé en l'honneur d'Irene Violet Nellmapius, la fille du promoteur immobilier à l'origine du lotissement d'Irene. 

## Historique

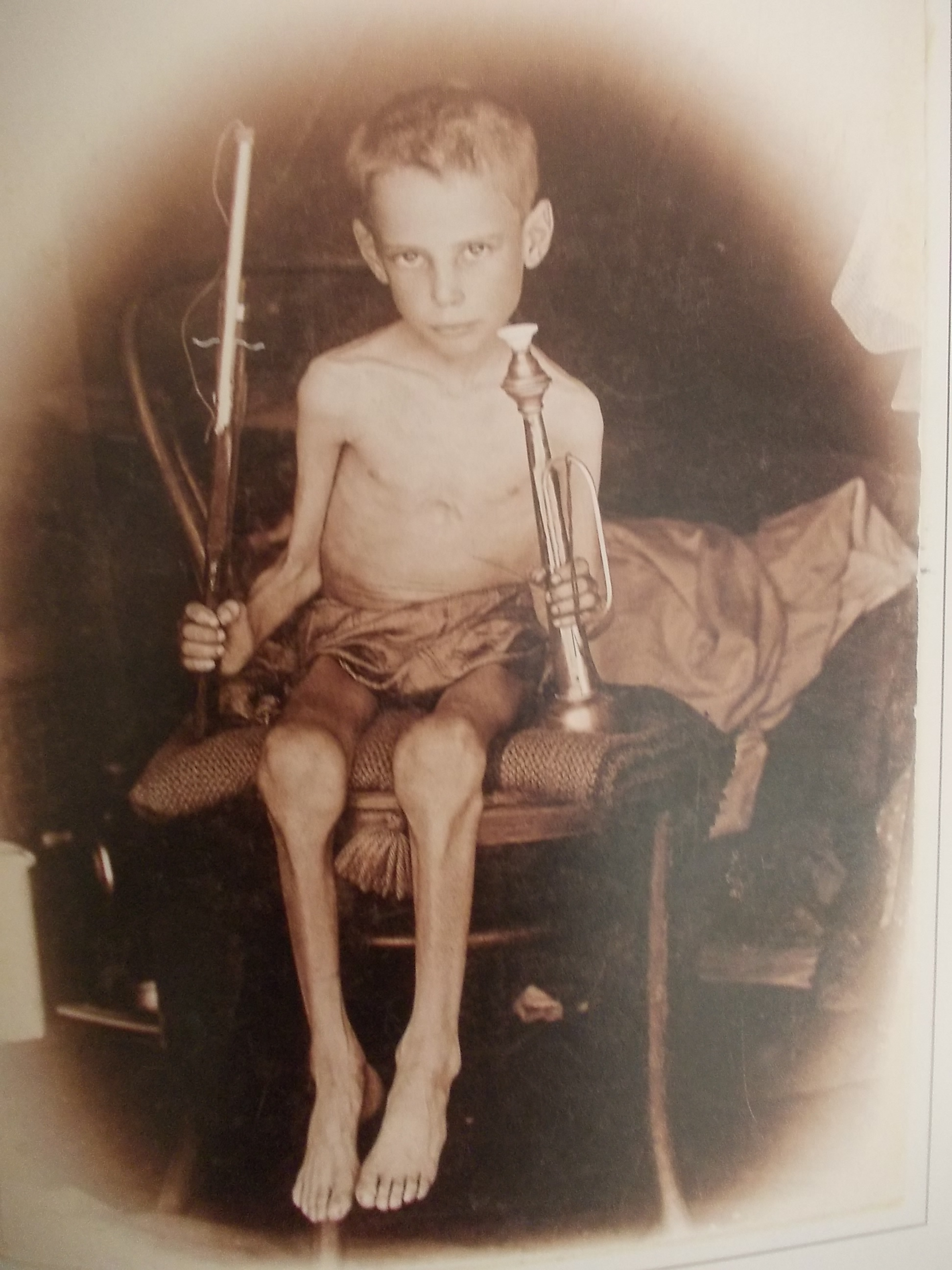
Enfant boer interné au camp de concentration d'Irene.

Les boers s'installent dans cette région du Transvaal à partir de 1841. Plusieurs fermes sont notamment construites telles celles d'Erasmia, d'Elardus Park et de Doornkloof. Lors de la première guerre des Boers en 1881, la zone est le théâtre de la bataille de Rooihuiskraal.
En 1889, Alois Hugo Nelmapius amalgame les portions nord et nord-est de la ferme de Doorkloof pour former le lotissement d'Irene (du nom de sa fille, Irene Violet Nellmapius). En 1895, il est racheté par Johannes Albertus van der Byl.
Durant la seconde guerre des Boers, les britanniques y construisent un camp de concentration, regroupant 5 500 femmes et enfants boers. Près de 1 250 d'entre eux (dont 1 000 enfants) y laissent la vie.
Le township d'Irene est établie en 1902 et se développe au sein du district communal de Lyttelton qui constitue alors la banlieue sud de Pretoria.
En 1908, le général Jan Christiaan Smuts acquiert une parcelle de la ferme de Doornkloof pour y loger sa famille nombreuse. Il y décèdera en 1950, après avoir occupé deux fois le poste de Premier ministre d'Afrique du Sud (de 1919 à 1924, puis de 1939 à 1948).
En 1955, Lyttletown se dote de son premier conseil communal et, en 1962, accède au rang de ville regroupant les villages de Doornkloof, Irene et de Lyttelton. 
En 1967, la ville  de Lyttletown est rebaptisée Verwoerdburg en hommage au premier ministre sud-africain, Hendrik Verwoerd, assassiné l'année précédente. 
En 1995, Verwoerdburg est rebaptisé Centurion.

## Secteurs géographiques de l'ancien village d'Irene
| Place                     | Référence | Superficie (km2) | Population | Langue maternelle dominante |
| ------------------------- | --------- | ---------------- | ---------- | --------------------------- |
| Irene                     | 799059046 | 0,95             | 1 118      | Anglais                     |
| Irene Farm Villages       | 799059010 | 1,94             | 2 370      | Afrikaans                   |
| Irene Glen Private Estate | 799059048 | 1,03             | 370        | Afrikaans                   |
| Irene Research Institute  | 799059050 | 9,88             | 167        | Sepedi                      |
| Irene Security Estate     | 799059044 | 1,74             | 2 684      | Anglais, Afrikaans          |
| Doornkloof SH             | 799059049 | 17,25            | 1 350      | Afrikaans, Anglais          |

### Démographie
Selon le recensement de 2011, le quartier historique constituant le centre d'Irene (Irene Security Estate) comprend 2 684 résidents, principalement issu de la communauté blanche (76,75 %). Les Noirs  représentent 19,82 % des habitants.